# Pilangpayung
Pilangpayung is een bestuurslaag in het regentschap Grobogan van de provincie Midden-Java, Indonesië. Pilangpayung telt 5330 inwoners (volkstelling 2010).